# Обикновен желтак
Обикновеният желтак (Helianthemum nummularium (L.)  Mill. ) е вид цъфтящо растение, от семейство Лавданови, срещащо се почти в цяла Европа.
Обикновеният желтак е многогодишно, вечнозелено, влачещо се, тревисто растение, с ярки жълти цветове. В сърцевината на цвета има плътна група от оранжеви тичинки. Притежава тънки, но сравнително дълги листа. Цветето се среща на варовикови почви и рядко на други места, но винаги на сухи, алкални почви. Изискванията са към сухи, слънчеви места, често върху скали. Диворастящите растения от този вид са жълти, но има и градински варианти с различен цвят вариращ до червено.
Въпреки че цветовете са с кратък живот, растението е способно да произведе семена през лятото. Цъфти от май до юли.

## Подвидове
Разпознават се осем подвида :
- Helianthemum nummularium subsp. nummularium — Широко разпространен.
- Helianthemum nummularium subsp. berterianum — Италия, южна Франция.
- Helianthemum nummularium subsp. glabrum — Централна и южна Европа.
- Helianthemum nummularium subsp. grandiflorum — Централна и южна Европа.
- Helianthemum nummularium subsp. obscurum — Източна Европа.
- Helianthemum nummularium subsp. pyrenaicum — Пиренеите.
- Helianthemum nummularium subsp. semiglabrum — Италия, южна Франция.
- Helianthemum nummularium subsp. tomentosum — Южна Европа.